# Administratiegebouw met dienstwoning
Het administratiegebouw met dienstwoning is het hoofdgebouw van Diergaarde Blijdorp en werd in 1939 gebouwd naar het ontwerp van Sybold van Ravesteyn. Het gebouw is gesitueerd op de oostelijke grens van Diergaarde, aan de Van Aerssenlaan, ten zuiden van en grenzend aan het voormalige toegangshek. Het gebouw is vormgegeven in een sobere, traditionalistische stijl. De indeling van het gebouw bestond van oorsprong uit directiekamers en kantoorruimten op de begane grond en een dienstwoning op de eerste en tweede verdieping van het hoofdvolume.

## Architectuur
Het in gele verblendsteen opgetrokken pand is op rechthoekige grondslag gebouwd. Het bestaat uit een hoofdvolume - de dienstwoning - van twee lagen onder een zadeldak met aan weerszijden eenlaags uitbouwen onder een plat dak. De uitbouwen bezitten een terras op het platte dak. De dakranden zijn hier afgewerkt met een geprofileerde betonnen rand. De dakrand is telkens afgebakend met een smeedijzeren, sierlijk vormgegeven balustrade. Het hoofdvolume is bekroond met een zadeldak dat bekleed is met rode dakpannen en voorzien van een forse schoorsteen met een sierlijke smeedijzeren bekroning. De dakschilden zijn aan de onderzijde licht gebogen. Het dakoverstek is afgewerkt met een gebogen houten betimmering. De gevels bezitten onderaan een gestukadoorde plint.
Het hoofdvolume bezit aan de zijde van de Van Aerssenlaan (oostzijde) een inpandige ingang met een trap naar de dienstwoning op de eerste en tweede verdieping. De ingang wordt geaccentueerd door een convex vormgegeven luifel en een ijzeren balustrade. De gevel boven de ingang bezit twee serliana's (een drietal gekoppelde vensters waarvan de middelste een halfronde bovenzijde kent). In de top zijn twee draaivensters geplaatst. De gevel bezit verder een betonnen cartouche met het jaartal 1940. De uitbouwen tonen aan de zijde van de Van Aerssenlaan telkens een drietal gekoppelde vensters. De zuidelijke uitbouw kent bovendien een ruitvormige uitsparing onder een schuine beëindiging van de gevel die samenhangt met een trap aan de zuidzijde van de uitbouw. Aan de westzijde bezit het hoofdvolume een halfronde erker op de begane grond, langs de dakrand met bollen bekroond. Op de eerste verdieping twee draaivensters en een stalen rondvenster met sierlijke tracering. In de top bevindt zich een serliana. In de noordgevel op de begane grond een rondboogvenster. Ter hoogte van het terras boven de uitbouw zijn twee dubbele rechthoekige deuren met vensters opgenomen. Het dakschild boven deze gevel kent twee dakkapellen. Vanuit het zuiden gezien toont het gebouw op de begane grond een trap naar het terras bovenop. Ter rechterzijde van de trap is een rondvenster aanwezig. Ter hoogte van het terras zijn een rondlicht, een ingang en twee gekoppelde vensters opgenomen. Het dakschild boven deze gevel bezit twee dakkapellen.

## Waardering
Het Administratiegebouw met dienstwoning is van algemeen belang:
- het object heeft architectuurhistorische waarde vanwege het materiaalgebruik, de toegepaste verhoudingen, de vormgeving en de verzorgde detaillering.
- als karakteristiek voorbeeld van multidisciplinaire kunsttoepassingen.
- het object heeft stedenbouwkundige en ensemblewaarde vanwege de functionele situering op de oostelijke grens van het diergaarde terrein en de samenhang met andere complexe onderdelen.
- het object heeft visueel-ruimtelijke waarde door de situering naast en de vloeiende overgang met de manifeste toegang van het diergaarde terrein.

## Afbeeldingen

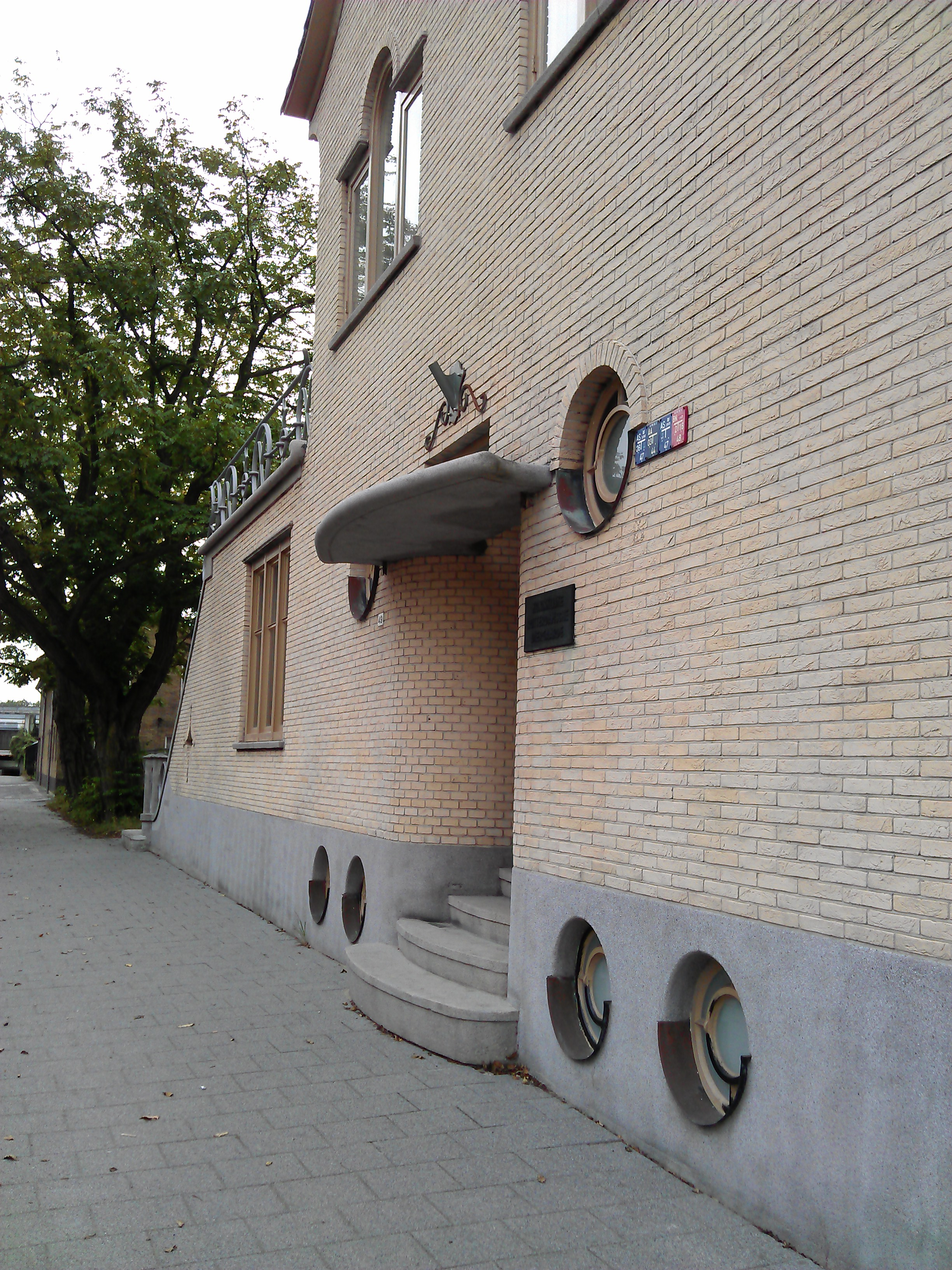
De Entree
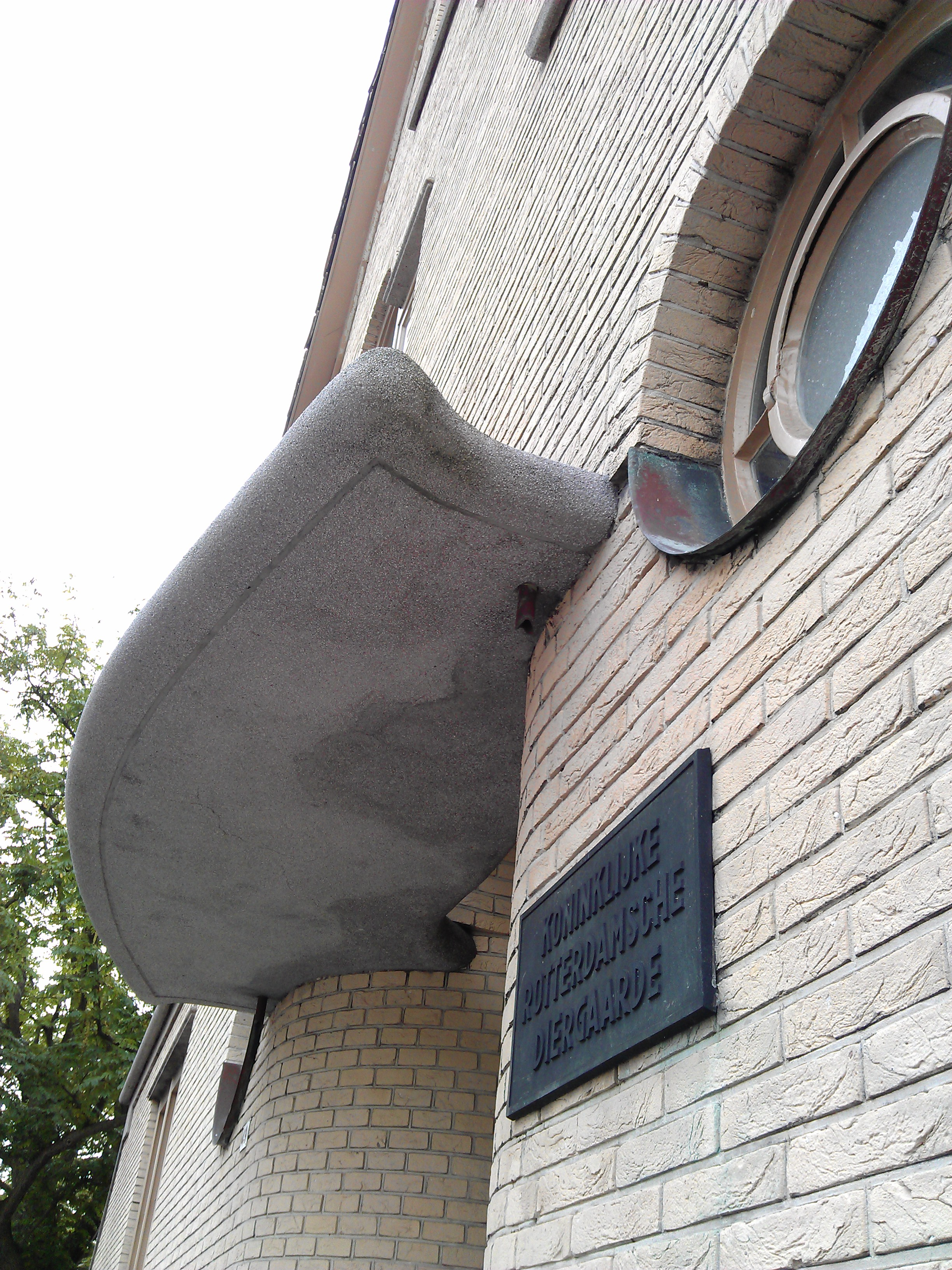
Overstek bij entree
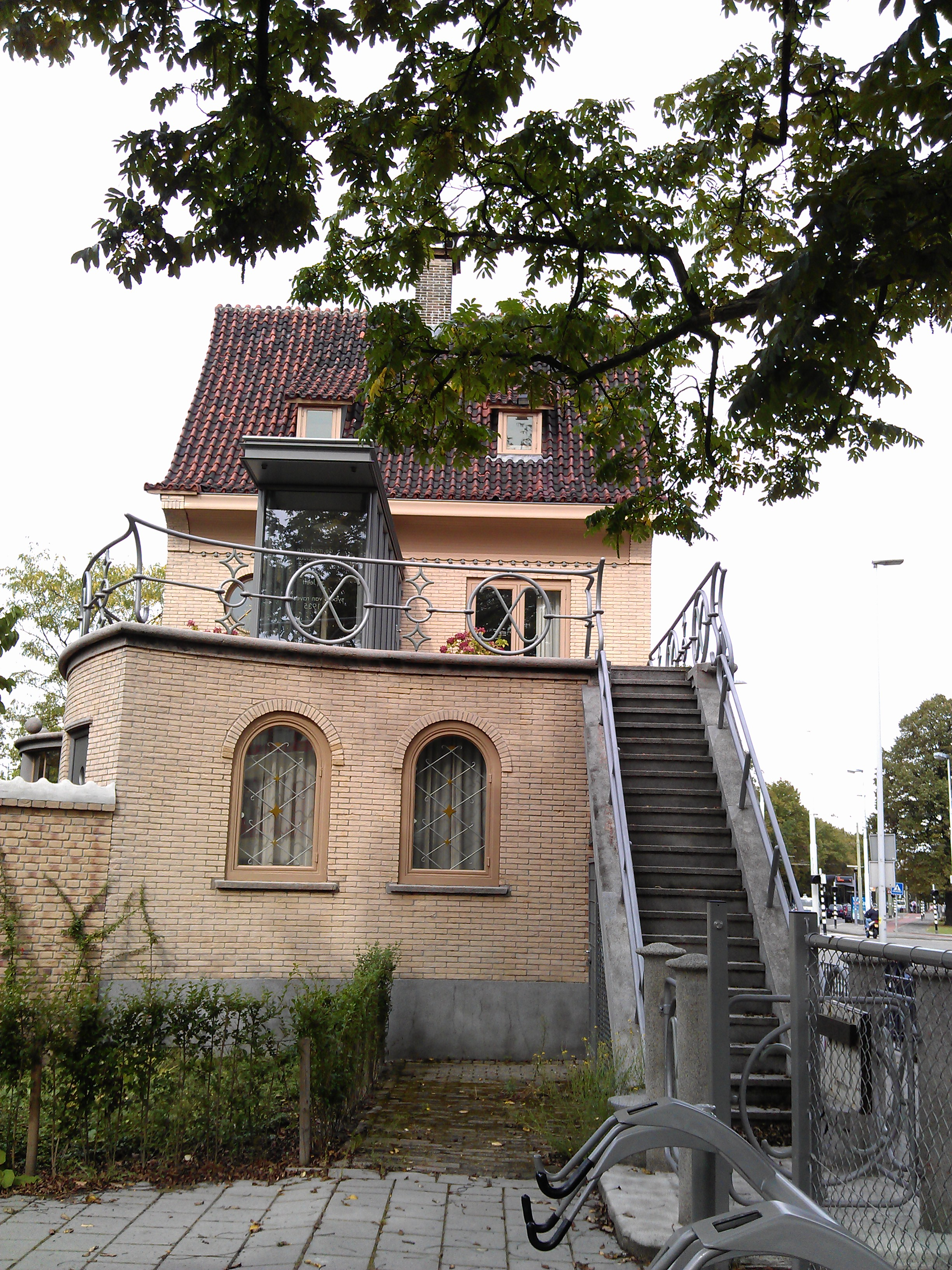
Zijgevel
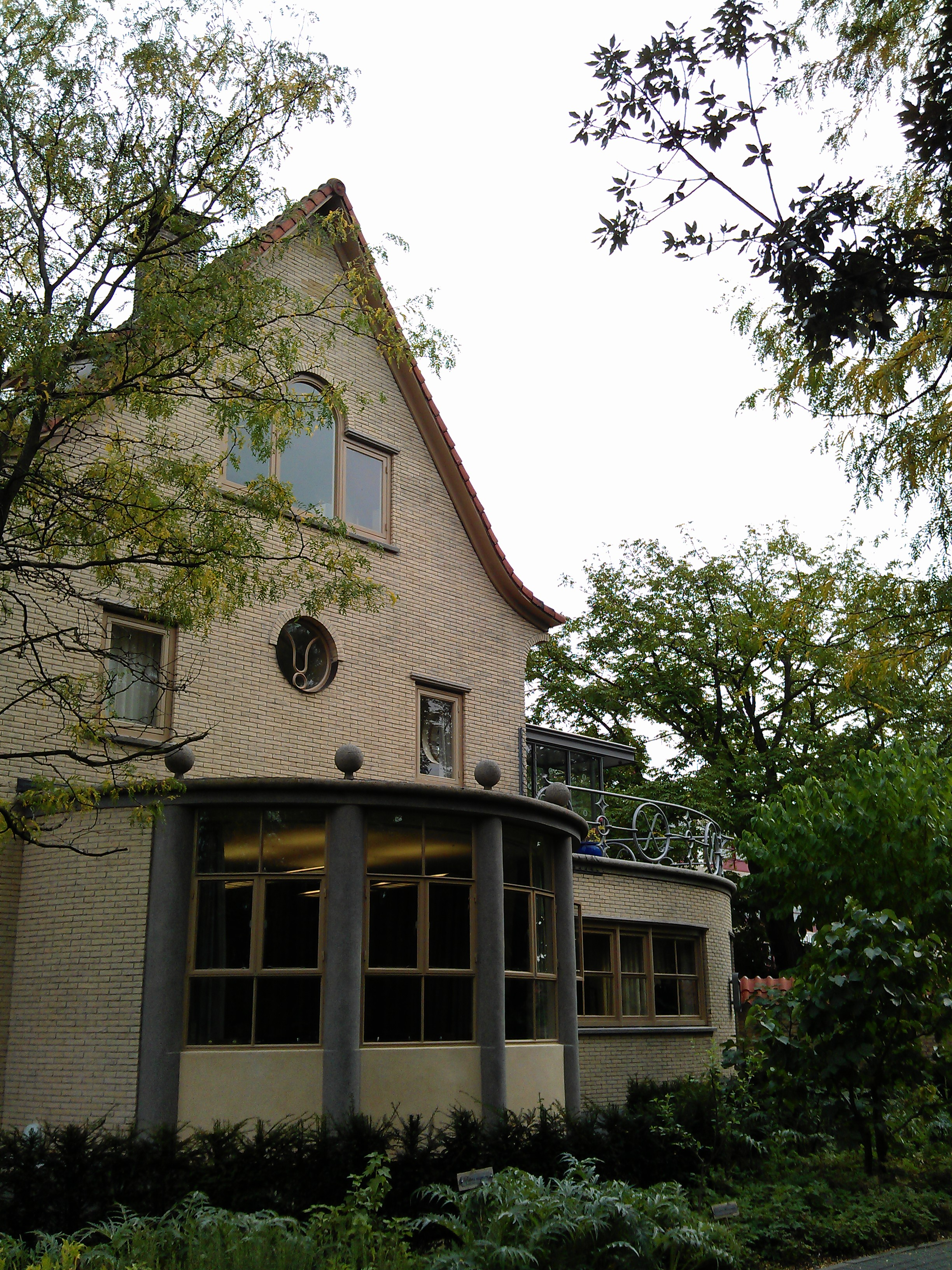
Achterzijde
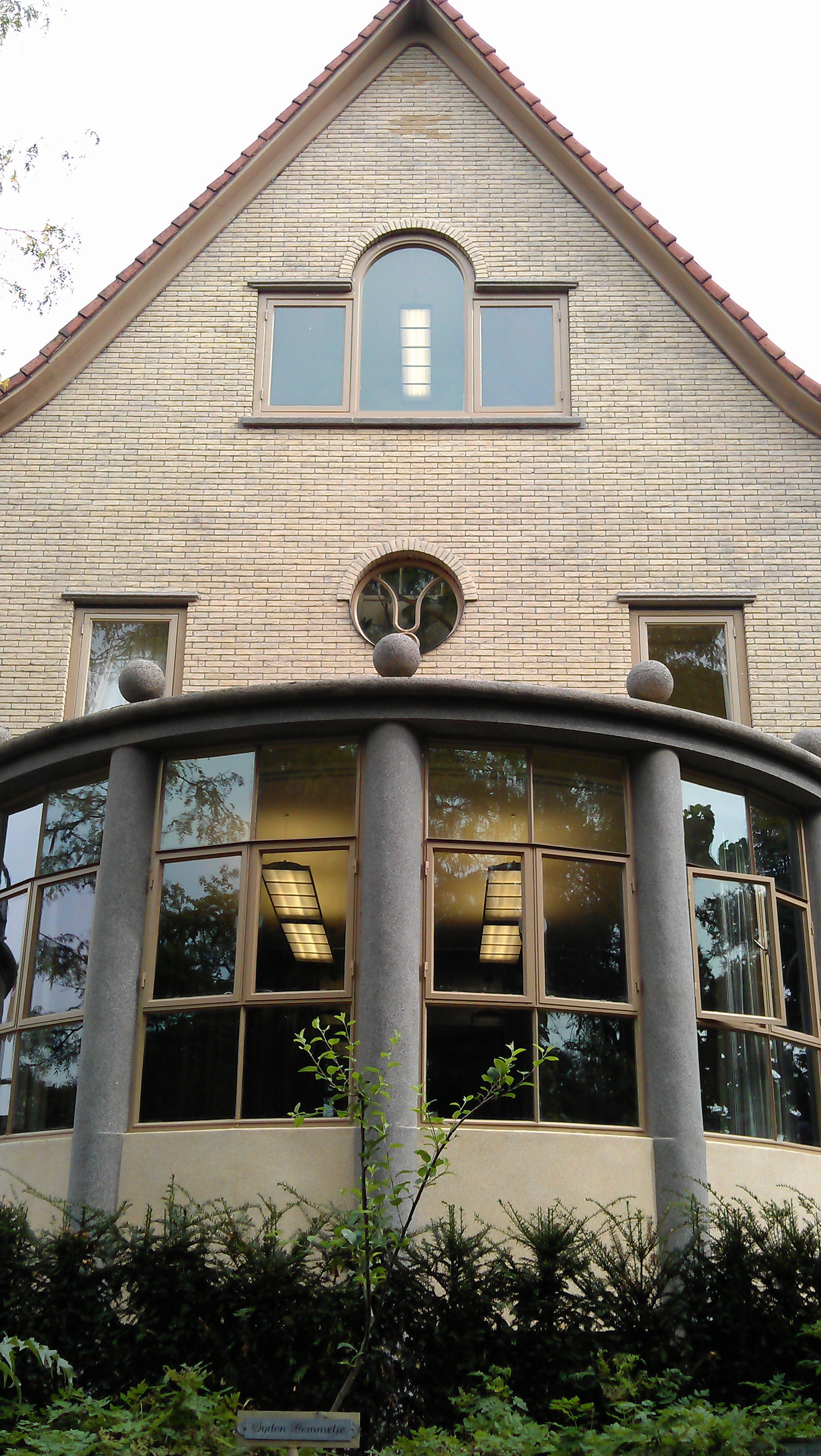
Achterzijde
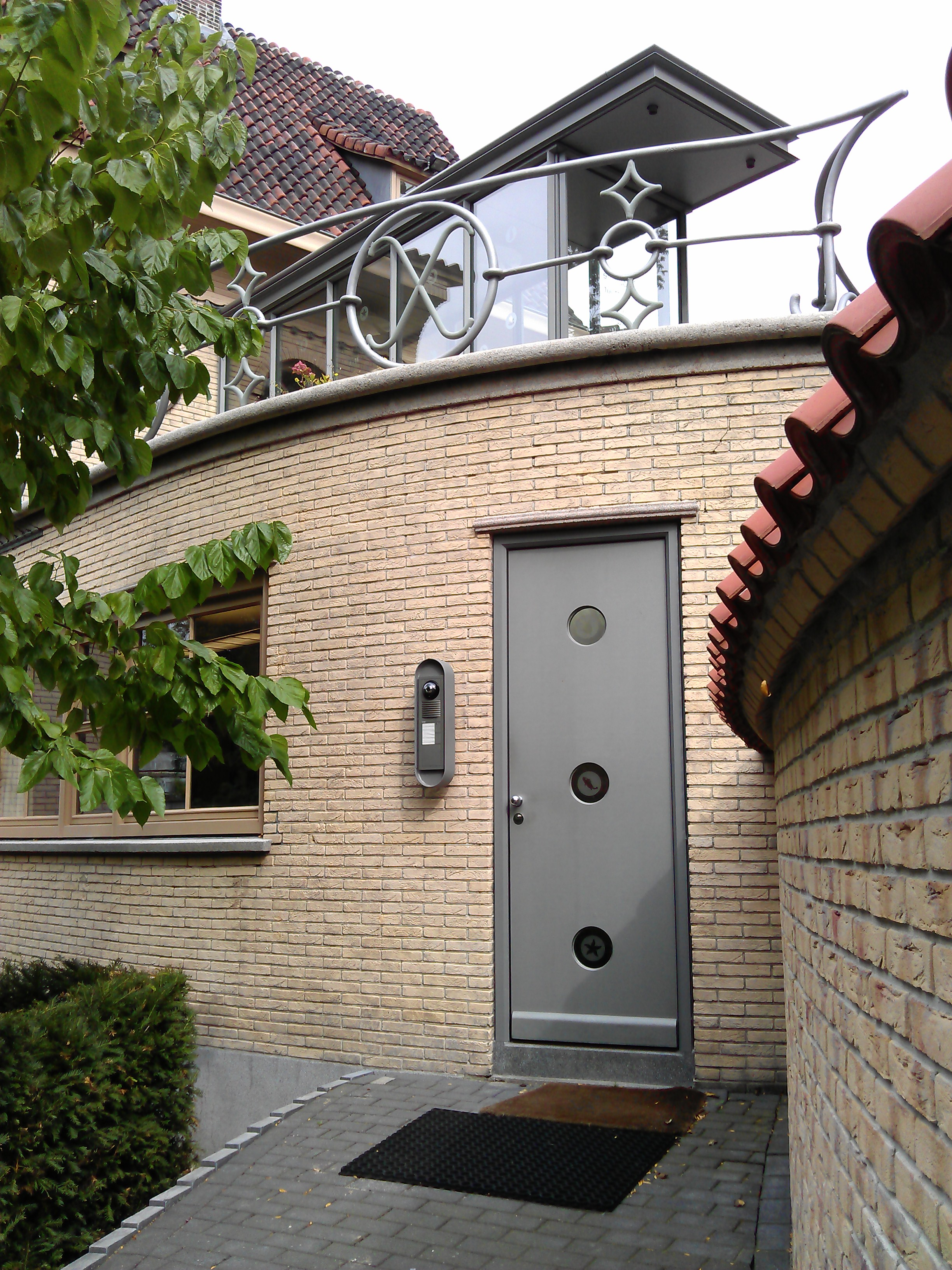
Achterdeur
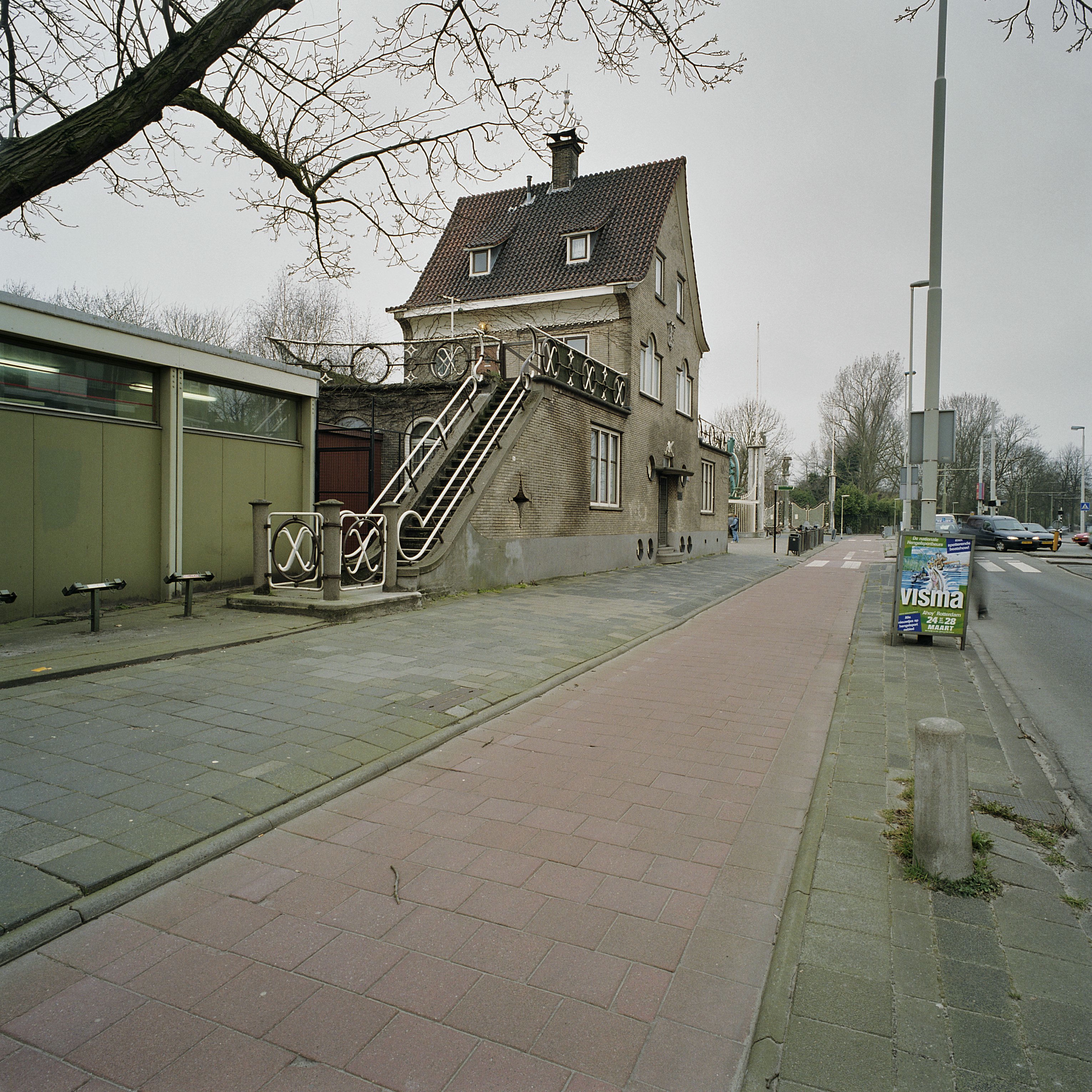
Overzicht dienstgebouw aan straatzijde
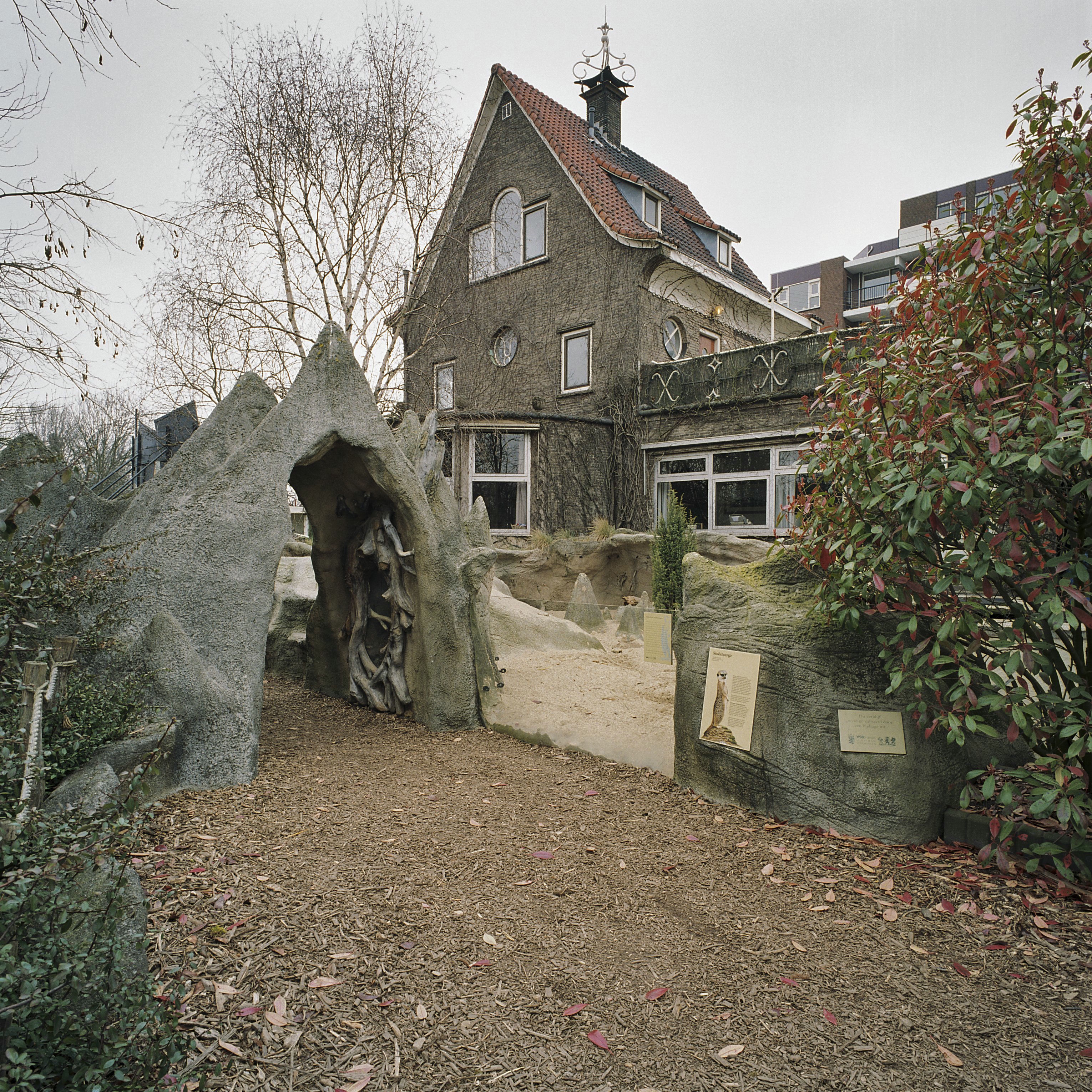
Overzicht dienstgebouw met woning zijde